# Seweryn Cytronberg
Seweryn Cytronberg, także Sucher Cytronberg (ur. 15 stycznia 1892 w Warszawie, zm. 1957) – polsko-meksykański lekarz chorób wewnętrznych żydowskiego pochodzenia.
Świadectwo dojrzałości uzyskał w Warszawskim Korpusie Kadetów im. Suworowa w 1909. Studiował medycynę na Uniwersytecie w Bonn, Uniwersytecie we Wrocławiu i Uniwersytecie w Berlinie, dyplom uzyskany 22 lipca 1914 nostryfikował na Uniwersytecie Kijowskim. Kapitan lekarz Wojska Polskiego w latach 1918–1921. Pracował w klinice chorób wewnętrznych u Witolda Orłowskiego. W 1931 otrzymał tytuł docenta chorób wewnętrznych na Uniwersytecie Warszawskim. W Warszawie mieszkał przy ulicy Miodowej 11.
W 1938 wyemigrował do Meksyku. Był wykładowcą i profesorem na Uniwersytecie w Guadalajarze. Opisane przez niego badanie określane było jako „test Cytronberga”.

## Wybrane prace
- Ueber die Cholesterase der Blutkörperchen. Biochem Zeitschrift 45, ss. 281-284 (1912)
- Zur Karzinomdiagnose mittels des Abderhaldenschen Dialysierverfahrens: Aus dem medizinisch-poliklinischen Institute der Universität Berlin. Gustav Fischer, 1914
- Badania ilości i jakości śliny, wydzielanej w różnych schorzeniach żołądka, pod wpływem jednakowego bodźca. Gazeta Lekarska (1927)
- Fizjologja, patologja i klinika przewodu pokarmowego w świetle poglądów enemji fizycznej (1929)
- Choroby narządów trawienia, cz. I-IV. Wydawnictwo Lekarskie Eskulap, 1935-1939